# مسیر دودنی

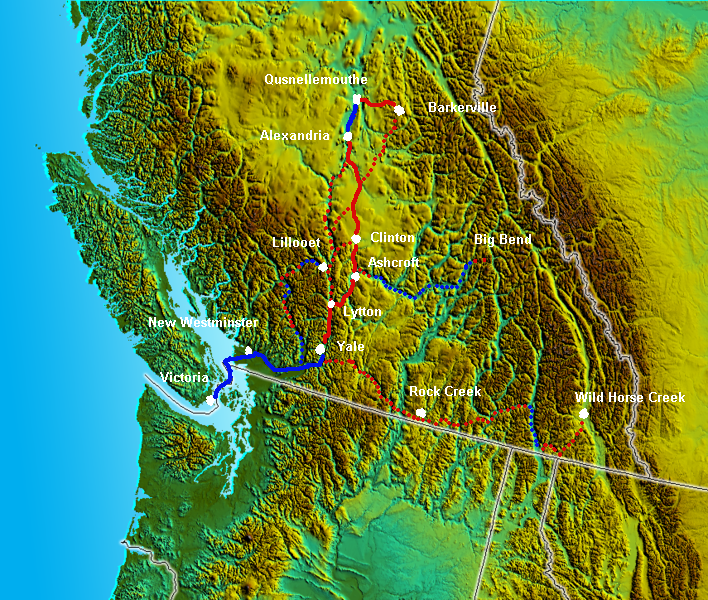
مسیرهای پیاده‌روی و جاده‌ها و آب راه‌ها در استعمار بریتانیا در بریتیش کلمبیا. خط چین‌ها مسیر دِوِدنی در سراسر جنوب از مستعمره نشان می‌دهد.

مسیر دِوِدنی یا دودنی تریل (به انگلیسی: Dewdney Trail) یک مسیر ۷۲۰ متر (۴۵۰ مایل) دنباله در بریتیش کلمبیای کانادا است که به عنوان یک راه عبور اصلی در اواسط قرن ۱۹ به بریتیش کلمبیا خدمت کرده است.
این مسیر نقش بسیار مهمی در توسعه و تقویت بخش‌های تازه تأسیس استعمار بریتانیا در بریتیش کلمبیا اعم از اردوگاه‌های معادن و شهرهای کوچک در زمان کاشفان طلا تا پیش از پیوستن به بریتیش کلمبیا کنفدراسیون کانادا در سال ۱۸۷۱ ایفا می‌کرد.